# George Bancroft (ator)
George Bancroft (Filadélfia, 30 de setembro de 1882 - Santa Mônica, 2 de outubro de 1956) foi um ator de cinema americano, cuja carreira se estendeu por mais de trinta anos 1925-1956. Ele foi escalado em muitos filmes notáveis ao lado de grandes estrelas do cinema ao longo de seus anos em Hollywood.

## Primeiros anos

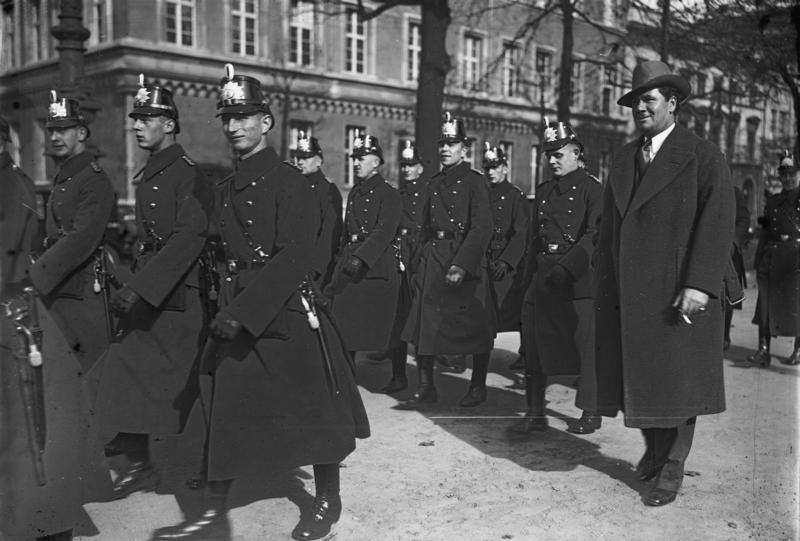
George Bancroft em Berlim (1929)

Bancroft nasceu na Filadélfia, Pensilvânia, em 1882. Ele participou do Tomes Institute em Port Deposit, Maryland.

## Trabalho marítimo
Depois de trabalhar em navios mercantes da marinha aos 14 anos, Bancroft foi aprendiz no USS Constellation e mais tarde serviu no USS Essex e Índias Ocidentais. Além disso, durante a Batalha da Baía de Manila (1898), ele foi artilheiro no USS Baltimore. Durante seus dias na Marinha, ele encenou peças a bordo do navio.
Em 1900, ele nadou ao redor do casco do navio de guerra USS Oregon para verificar a extensão dos danos depois que atingiu uma rocha na costa da China. Para isso, ele foi nomeado para a Academia Naval dos Estados Unidos, mas achou muito restritivo para seus gostos e partiu para seguir uma carreira teatral.

## Carreira de ator
Em 1901, Bancroft começou a atuar com seriedade, enquanto fazia turnês em peças teatrais e liderava juvenis em comédias musicais. Em vaudeville, ele fez rotinas de blackface e personificou celebridades. Seus créditos na Broadway incluem as comédias musicais Cinders (1923) e The Rise of Rosie O'Reilly (1923).
Um de seus primeiros filmes foi The Journey's End (1921). O primeiro papel de Bancroft foi em The Pony Express (1925), e no ano seguinte ele desempenhou um importante papel coadjuvante em um elenco que incluía Wallace Beery e Charles Farrell no épico naval Old Ironsides (1926), passando de quadros históricos para o mundo sombrio do underground nas produções da Paramount Pictures, como Underworld de von Sternberg (1927) e The Docks of New York (1928). Ele foi indicado ao Oscar de Melhor Ator em 1929 por Thunderbolt, desempenhou o papel-título em O Lobo de Wall Street (1929, lançado pouco antes do Crash de Wall Street), e apareceu no filme da Paramount como celebridade em Paramount on Parade (1930) e Rowland Brown's Blood Money (1933), condenado pelos censores por temerem que o filme "incitasse os cidadãos cumpridores da lei ao crime".     
Alegadamente, ele se recusou a cair no set depois que um revólver foi disparado contra ele, dizendo: "Apenas uma bala não pode parar Bancroft!". Em 1934, ele passou a ser ator coadjuvante, embora ainda aparecesse em clássicos como Mr. Deeds Goes to Town (1936) com Gary Cooper, Angels with Dirty Faces (1938) com James Cagney e Humphrey Bogart, Each Dawn I. Die (1939) com Cagney e George Raft e Stagecoach (1939) com John Wayne. Em 1942, ele deixou Hollywood para ser um fazendeiro. 

## Vida pessoal
A primeira atriz casada de Bancroft foi Edna Brothers. Três anos depois, ele se casou com a estrela de comédia musical Octavia Broske. Em 1934 Edna o processou, alegando que eles não haviam se divorciado. Dois anos depois, o caso foi resolvido e se divorciaram legalmente. 

## Morte
Em 2 de outubro de 1956, Bancroft morreu em Santa Monica, Califórnia, aos 74 anos. Ele foi enterrado no cemitério Woodlawn Memorial. 

## Filmografia completa
- The Journey's End (1921) - The Ironworker
- The Prodigal Judge (1922) - Cavendish
- Driven (1923) - Lem Tolliver
- Teeth (1924) - Dan Angus
- The Deadwood Coach (1924) - Tex Wilson – in play
- Code of the West (1925) - Enoch Thurman
- The Rainbow Trail (1925) - Jake Willets
- The Pony Express (1925) - Jack Slade
- The Splendid Road (1925) - Buck Lockwell
- The Enchanted Hill (1926) - Ira Todd
- Sea Horses (1926) - Cochran
- The Runaway (1926) - Lesher Skidmore
- Old Ironsides (1926) - Gunner
- White Gold (1927) - Sam Randall
- Too Many Crooks (1927) - Bert the Boxman
- Underworld (1927) - 'Bull' Weed
- Tell It to Sweeney (1927) - Cannonball Casey
- The Rough Riders (1927) - Happy Joe
- The Showdown (1928) - Cardan
- The Drag Net (1928) - Two-Gun Nolan
- The Docks of New York (1928) - Bill Roberts
- The Wolf of Wall Street (1929) - The Wolf
- Thunderbolt (1929) - Thunderbolt Jim Lang
- The Mighty (1929) - Blake Greeson
- Paramount on Parade (1930) - Mug (Impulses)
- Ladies Love Brutes (1930) - Joe Forziati
- Derelict (1930) - Bill Rafferty
- Scandal Sheet (1931) - Mark Flint
- Rich Man's Folly (1931) - Brock Trumbull
- The World and the Flesh (1932) - Kylenko
- Lady and Gent (1932) - Stag Bailey
- Blood Money (1933) - Bill Bailey
- Elmer and Elsie (1934) - Elmer Beebe
- Hell-Ship Morgan (1936) - Captain Ira 'Hell-Ship' Morgan
- Mr. Deeds Goes to Town (1936)- MacWade
- Wedding Present (1936) - Pete Stagg
- A Doctor's Diary (1937) - Dr. Clem Driscoll
- John Meade's Woman (1937) - Tim Mathews
- Racketeers in Exile (1937) - William Waldo
- Submarine Patrol (1938) - Capt. Leeds
- Angels with Dirty Faces (1938) - Mac Keefer
- Stagecoach (1939) - Marshal Curley Wilcox
- Each Dawn I Die (1939) - John Armstrong
- Espionage Agent (1939) - Dudley Garrett
- Rulers of the Sea (1939) - Captain Oliver
- Green Hell (1940) - 'Tex' Morgan
- Young Tom Edison (1940) - Samuel 'Sam' Edison
- When the Daltons Rode (1940) - Caleb Winters
- Northwest Mounted Police (1940) - Jacques Corbeau
- Little Men (1940) - Major Burdle
- Texas (1941) - Windy Miller
- The Bugle Sounds (1942) - 'Russ' Russell
- Syncopation (1942) - Steve Porter
- Whistling in Dixie (1942) - Sheriff Claude Stagg (final film role)